# ISO 3166-2:CA
ISO 3166-2:CA – kody ISO 3166-2 dla prowincji (ang. province) oraz terytoriów (ang. territory) w Kanadzie.
Pierwsza część oznaczenia to kod Kanady zgodnie z ISO 3166-1, natomiast druga część oznaczenia znajdująca się po myślniku to kod pocztowy jednostki administracyjnej. 

## Kody ISO
| Kod ISO | Nazwa jednostki administracyjnej | Nazwa jednostki administracyjnej w języku angielskim | Nazwa jednostki administracyjnej w języku francuskim | Rodzaj jednostki administracyjnej |
| ------- | -------------------------------- | ---------------------------------------------------- | ---------------------------------------------------- | --------------------------------- |
| CA-AB   | Alberta                          | Alberta                                              | Alberta                                              | prowincja                         |
| CA-BC   | Kolumbia Brytyjska               | British Columbia                                     | Colombie-Britannique                                 | prowincja                         |
| CA-MB   | Manitoba                         | Manitoba                                             | Manitoba                                             | prowincja                         |
| CA-NL   | Nowa Fundlandia i Labrador       | Newfoundland and Labrador                            | Terre-Neuve-et-Labrador                              | prowincja                         |
| CA-NS   | Nowa Szkocja                     | Nova Scotia                                          | Nouvelle-Écosse                                      | prowincja                         |
| CA-NB   | Nowy Brunszwik                   | New Brunswick                                        | Nouveau-Brunswick                                    | prowincja                         |
| CA-ON   | Ontario                          | Ontario                                              | Ontario                                              | prowincja                         |
| CA-09   | Quebec                           | Quebec                                               | Quebec                                               | prowincja                         |
| CA-17   | Saskatchewan                     | Saskatchewan                                         | Saskatchewan                                         | prowincja                         |
| CA-PE   | Wyspa Księcia Edwarda            | Prince Edward Island                                 | Île-du-Prince-Édouard                                | prowincja                         |
| CA-YT   | Jukon                            | Yukon                                                | Yukon                                                | terytorium                        |
| CA-NU   | Nunavut                          | Nunavut                                              | Nunavut                                              | terytorium                        |
| CA-NT   | Terytoria Północno-Zachodnie     | Northwest Territories                                | Territoires du Nord-Ouest                            | terytorium                        |